# 댓 슈가 필름
댓 슈가 필름(That Sugar Film)은 오스트레일리아에서 제작된 데이먼 가뮤 감독의 2014년 다큐멘터리 영화이다. 데이먼 가뮤 등이 주연으로 출연하였다.

## 출연

### 주연
- 데이먼 가뮤
- 스티븐 프라이
- 이사벨 루카스
- 제시카 마레
- 브렌튼 스웨이츠
- 조 턱웰-스미스